# 8-as busz (Pécs)
A pécsi 8-as jelzésű autóbusz a Belváros és a Fagyöngy utca között teremt közvetlen kapcsolatot.

## Története
2016. június 16-ától közlekedik a Fagyöngy utca és az Ipar utca között.

## Útvonala
| Fagyöngy utca → Ipar utca |
| --- |
| Fagyöngy utca – Illyés Gyula út – Malomvölgyi út – Nagy Imre út – Nagy Imre út – Maléter Pál út – Siklósi út – Árpád híd – Alsómalom utca – Ipar utca |

## Megállóhelyei
| 8 (Fagyöngy utca → Ipar utca) |                          | |               |
| Perc (↓)                      | Megállóhely              | Megállóhelyet érintő járatok                                                                                           | Létesítmények |
| 0                             | Fagyöngy utca végállomás | 1, 8, 22, 23, 23Y, 24, 33, 51, 52, 62, 73, 73Y, 109E, 142                                                              |               |
| 1                             | Csipke utca              | 1, 8, 22, 23, 23Y, 24, 33, 62, 73, 73Y, 109E, 142                                                                      |               |
| 2                             | Málom-hegyi út           | 1, 8, 22, 23, 23Y, 24, 33, 62, 73, 73Y, 109E, 142                                                                      |               |
| 3                             | Gadó utca                | 1, 8, 22, 23, 23Y, 24, 33, 62, 73, 73Y, 109E, 142                                                                      |               |
| 4                             | Tildy Zoltán utca        | 1, 8, 22, 23, 23Y, 24, 33, 62, 73, 73Y, 109E, 142                                                                      |               |
| 5                             | Várkonyi Nándor utca     | 1, 3, 3E, 6, 6E, 8, 33, 55, 60, 60A, 60Y, 103, 121, 130, 130A · Helyközi autóbuszok                                    |               |
| 6                             | Lahti utca               | 1, 3, 3E, 6, 6E, 8, 33, 55, 60, 60A, 60Y, 103, 121, 130, 130A · Helyközi autóbuszok                                    |               |
| 7                             | Krisztina tér            | 1, 6, 6E, 8, 33, 55, 60, 60A, 60Y, 121, 130, 130A · Helyközi autóbuszok                                                |               |
| 9                             | Littke József utca       | 6, 6E, 7, 7Y, 8, 73, 73Y, 107E, 109E, 121, 142                                                                         |               |
| 11                            | Temető déli kapu         | 6, 7, 7Y, 8, 41, 42Y, 43, 73, 73Y, 142                                                                                 |               |
| 12                            | Temető északi kapu       | 6, 7, 7Y, 8, 22, 23, 23Y, 24, 33, 41, 42Y, 43, 73, 73Y, 142 · Helyközi autóbuszok                                      |               |
| 13                            | Béke utca                | 6, 7, 7Y, 8, 22, 23, 23Y, 24, 41, 41Y, 42, 42Y, 43, 73, 73Y                                                            |               |
| 15                            | Bőrgyár                  | 3, 6, 7, 7Y, 8, 22, 23, 23Y, 24, 33, 41, 41Y, 42, 42Y, 43, 60, 60A, 60Y, 73, 73Y, 103, 130, 130A · Helyközi autóbuszok |               |
| 17                            | Ipar utca                | 3, 6, 8, 33, 60, 60Y, 103, 109E, 130, 130A                                                                             |               |